# Námo
Námo es un personaje ficticio que pertenece al legendarium creado por el escritor británico J. R. R. Tolkien y que aparece en su novela póstuma El Silmarillion. También conocido como Mandos por las estancias donde habita en Aman, es el vala del destino y uno de los Aratar.

## Historia
Se dice que durante la visión que Eru dio a los Ainur sobre el canto que hicieron en el principio del tiempo, Námo fue el que más abarcó con su mirada y por eso es el que más conoce del destino de Arda. Junto con Manwë, Námo es el único de todas las criaturas de Arda que sabe a dónde se dirigen los espíritus de los Hombres al morir y abandonar Arda para siempre.
Además del destino, Námo es el Vala encargado de velar por las almas de los muertos que llegan a sus Estancias: los Elfos que nunca abandonan Arda hasta que llegue a su fin, los Hombres que se dice llegan a sus Estancias por un breve tiempo antes de abandonar Arda para siempre y los Enanos, que según este pueblo, tienen lugares reservados dentro de las Estancias de Mandos.
Námo se caracteriza por tener un juicio que normalmente está en desacuerdo con lo que la mayoría de los Valar deciden, debido a su visión más profunda de las cosas:
- No estuvo de acuerdo con el llamado de los Elfos con el que comenzó la Gran Marcha de los elfos.
- No creyó en el arrepentimiento de Melkor cuando este terminó su encadenamiento durante las Edades de los Árboles en Aman.
- Al contrario de Ulmo, no apoyó la misión de Eärendil cuando este llegó con la ayuda del Silmaril a pedir ayuda a los Valar en nombre de los pueblos libres de la Tierra Media.

A pesar de su carácter inamovible, Námo logró ser conmovido una sola vez: cuando la princesa élfica Lúthien cantó ante los Valar por la pena de su amor por un Hombre (Beren) y el dolor de los Elfos y Hombres en la Tierra Media. De esta forma se le permitió a Lúthien salir de las Estancias de Mandos y de acuerdo a sus deseos, por el poder de Eru mismo que intervino en el caso de Beren y Lúthien, devolverles la vida a ambos.

## Profecías
Námo es también famoso por las profecías que dicta:
- El Despertar de los elfos, anunciado al inicio de las Edades de los Árboles, junto con el hecho de que los Elfos tendrían a la Valië Varda con la mayor estima por ser las estrellas los primeros astros que verían en el cielo de la Tierra Media.
- El destino de los Silmarils, anunciando veladamente que los destinos de las materias de Arda (agua, aire y fuego) estarían ligados al destino de las gemas de Fëanor.
- La muerte de Finwë, anunciada con palabras veladas frente a Fëanor cuando este se negó a entregar sus Silmarils para restaurar los Dos Árboles, cuando todavía no se sabía que las gemas habían sido robadas o que Finwë corría peligro.
- La Maldición de Mandos, pronunciada contra los Noldor luego de la matanza de Alqualondë. Esta profecía incluye la desposesión de los Silmarils a los hijos de Fëanor, el paso del nombramiento de Rey Supremo de los Noldor de la casa de Fëanor a la casa de Fingolfin, el cierre del paso de regreso a Valinor y la maldición de toda empresa que los Noldor hicieran en general.
- De forma velada, la muerte de Fëanor al abandonar Aman, por parte de los Balrogs de Melkor-Morgoth.
- La profecía de la Dagor Dagorath o Última Batalla con que terminará el mundo y el tiempo de Arda.

- Datos: Q80224